# دائرة مكافئة

دائرة مكافئة لمصدر جهد حقيقي

في الهندسة الكهربائية والعلوم ، الدائرة المكافئة تشير إلى دائرة نظرية تحتفظ بكل الخصائص الكهربائية لدائرة كهربية معطاة . ويعتقد أن الدائرة المكافئة تبسط الحسابات، وعلى نطاق أوسع فإنها الشكل الأبسط لدائرة أكثر تعقيدا للمساعدة في تحليلها. في شكلها الشائع، فإن الدائرة المكافئة تتكون من عناصر خطية وغير فعالة .ولكن الدوائر المكافئة الأكثر تعقيدا تقوم بتقريب السلوك الغير خطي للدائرة الأصلية أيضا . وتسمى الدوائر الأكثر تعقيدا بالنماذج الشاملة للدائرة الأصلية . وكمثال على النماذج الشاملة هي دائرة بويل لمضخم التشغيل 741 .
تستخدم الدوائر المكافئة أيضا في الوصف الكهربي لـ:
- المواد أو الأنظمة الحيوية والتي بها لا يستطيع التيار أن يمر داخل دوائر محددة .أو
- المقاومات الموزعة مثل الموجودة بالخطوط أو الملفات الكهربية والتي لا تعبر فعليا عن المكونات المنفصلة .

على سبيل المثال، يمكن التعبير عن الغشاء الخلوي بمكثف (مثل دهن ثنائي الطبقة ) بالتوازي مع مقاومة مصدر الجهد المستمر ( مثل قناة أيونية تزود بالطاقة عن طريق التدرج الأيوني خلال الغشاء ) .

مخطط لدائرة مكافئة لمكثف

## أمثلة

### مبرهنة ثيفينين ونورتون
واحدة من نظريات الدوائر ذات الخصائص المدهشة والتي تتعلق بالقدرة على التعامل مع أي دائرة ذات طرفين ولا تهتم بمدى تعقيدها وتتعامل بمصدر ومعاوقة فقط، حيث تحتوى على شكلين من الدوائر المكافئة البسيطة .
- مبرهنة ثيفينين : يمكن استبدال أي دائرة خطية ذات طرفين بمصدر جهد واحد و معاوقة موصلة على التوالي .
- مبرهنة نورتون : يمكن استبدال أي دائرة خطية ذات طرفين بمصدر تيار واحد و معاوقة موصلة على التوازي .

ومع ذلك، يمكن أن تكون المعاوقة بالتعقيد الشديد (كدالة في التردد ) وتكون غير قابلة للاختزال إلى شكل أكثر بساطة .

دائرة مكافئة لكوبري كمصدر جهد مع دائرة مكافئة لمقياس جهد

### الدوائر المكافئة المستمرة والمترددة
في الدوائر الخطية، بسبب مبدأ التراكب ، فإن خرج الدائرة يساوي مجموع خرج كل مصدر مستمر بمفرده، ومجموع خرج كل مصدر متردد بمفرده . وعلاوة على ذلك فإنه يتم تحليل استجابة الدائرة بإستقلال، وباستخدام دوائر مكافئة مترددة ومستمرة ومنفصلة والتي لها نفس الاستجابة كالدوائر الأصلية عند تعرضها لتيار مستمر ومتردد بالترتيب . ويتم حساب الاستجابة المركبة بإضافة الاستجابات المستمرة والمترددة :
- يمكن تكوين دائرة مكافئة مستمرة باستبدال كل المكثفات بدوائر مفتوحة ، والملفات بدوائر قصر ، وتقليل المصادر المترددة إلى الصفر ( استبدال مصادر الجهد المترددة بدوائر قصر ومصادر التيار المترددة بدوائر مفتوحة ) .
- يمكن تكوين دائرة مكافئة مترددة بتقليل جميع المصادر المستمرة إلى الصفر ( استبدال مصادر الجهد المستمر بدوائر قصر ومصادر التيار المستمر بدوائر مفتوحة ) .

يمتد هذا الأسلوب غالبا إلى الدوائر الغير خطية ضعيفة الإشارة مثل دوائر الترانزستور ، بجعل الدائرة خطية حول نقطة الانحراف (الانحياز) ، باستخدام دائرة مكافئة مترددة مصنوعة عن طريق حساب المقاومة المترددة للإشارة الضعيفة للمكونات غير الخطية عند نقطة الانحراف .

### شبكة ذات طرفين
الدوائر الخطية ذات الأربع أطراف والتي بها يتم إدخال الإشارة إلى زوج من الأطراف ويتم أخذ الخرج من زوج الأطراف الآخر، غالبا يتم تصنيفهم كشبكة ذات طرفين . ويكمن تمثيل ذلك بدوائر مكافئة بسيطة مكونة من معاوقات ومصادر معتمدة .ولكى يتم تحليلهم كشبكة ذات طرفين، ينبغى أن تتبع التيارات في الدائرة شرط المدخل (المنفذ) : التيار الداخل من طرف من الطرفين ينبغى أن يساوى التيار الخارج من الطرف الآخر. عن طريق تقويم الدائرة الغير خطية وجعلها خطية حول نقطة التشغيل، مثل تمثيل الشبكة ذات الطرفين للترانزستور .

### دوائر دلتا وستار
في دوائر الطاقة ثلاثية الطور، يمكن ربط المصادر والأحمال ثلاثية الطور بطريقتين مختلفتين، تسمى توصيلة دلتا أو توصيلة ستار(نجمة) . وأثناء تحليل الدوائر فإنها عادة تبسط التحليل للتحويل بين دوائر دلتا ودوائر ستار . ويمكن تحقيق ذلك بتحويل ستار- دلتا.